# 하인켈 He 280

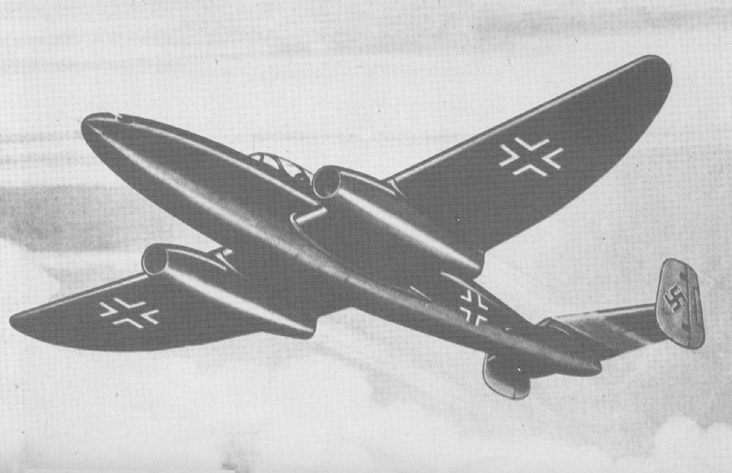

하인켈 He 280(Heinkel He 280)은 세계 최초로 터보제트를 장착한 전투기이다. 에른스트 하인켈의 고속 비행 연구의 영향을 받았으며 He 178 제트기 프로토타입을 통한 회사의 경험을 살려 제조되었다. 기술적, 정치적 요인이 결합하면서 메서슈미트 Me 262의 선호로 인해 무시되어버렸다. 오직 9대가 제조되었으며 그 중 어떠한 항공기도 운용 지위에 도달하지 못했다.

## 프로토타입
- He 280 V1
- He 280 V2
- He 280 V3
- He 280 V4
- He 280 V5
- He 280 V6
- He 280 V7
- He 280 V8
- He 280 V9